# Мальяно-Альпі
Мальяно-Альпі (італ. Magliano Alpi, п'єм. Majan) — муніципалітет в Італії, у регіоні П'ємонт, провінція Кунео.
Мальяно-Альпі розташоване на відстані близько 480 км на північний захід від Рима, 70 км на південь від Турина, 22 км на схід від Кунео.
Населення — 2264 особи (2014).

## Демографія
Населення за роками:

Станом на 1 січня 2023 року в муніципалітеті офіційно проживали 173 іноземці з 29 країн, серед них 67 громадян країн Євросоюзу.

## Сусідні муніципалітети
- Бене-Ваджіенна
- Карру
- Фрабоза-Сопрана
- Фрабоза-Соттана
- Мондові
- Ормеа
- Рокка-де'-Бальді
- Роккафорте-Мондові
- Сант'Альбано-Стура
- Триніта